# Де Леу, Хёйб
Хюбертюс Йоханнес Хенрикюс Йозефюс (Хёйб) ле Леу (нидерл. Hubertus Johannes Henricus Josephus "Huib" de Leeuw; 15 апреля 1910, Тилбург, Северный Брабант — 30 июня 1983, Тилбург, Северный Брабант), также известный как Хюб де Леу (нидерл. Huub de Leeuw) — нидерландский футболист, тренер, играл в полузащите за клуб «Виллем II». Сыграл два матча за сборную Нидерландов.

## Биография
Родился в апреле 1910 года в Тилбурге. Отец — Хендрик Ян де Леу, был родом из Бреды, мать — Йоханна ван Гисберген, родилась в Хоге эн Лаге Мирде.
1 июля 1952 года возглавил ПСВ из Эйндховена, сменив на посту англичанина Гарри Топпинга. Тренером клуба он пробыл 1460 дней, до 30 июня 1956 года. Он стал первым тренером под руководством которого ПСВ дебютировал в Кубке европейских чемпионов. В его дебютном сезоне 1952/53 клуб занял второе место в группе Д чемпионата Нидерландов, проиграв в дополнительном матче клубу ЕВВ со счётом 2:1. В сезоне 1953/54 ПСВ победил в отборочной группе и вышел в финал чемпионата, где занял итоговое третье место, тем самым завоевав бронзовые медали. В следующем сезоне 1953/54 ПСВ вновь стал бронзовым призёром чемпионата.
Сезон 1955/56 стал последним для него в роли наставника ПСВ — клуб не смог достойно побороться за медали в чемпионате, а в розыгрыше Кубка европейских чемпионов проиграл венскому «Рапиду» 2:6 по сумме двух матчей. В 1956 году его сменил югославский специалист Любиша Брочич. В том же году стал тренером тилбургского клуба ЛОНГА. Затем работал с ЕВВ из Эйндховена, а летом 1960 года вновь возглавил клуб ЛОНГА.
Женился в возрасте 29 лет — его супругой стала 28-летняя Элизабет Йоханна Мария ван Ирсел, уроженка Тилбурга. Их брак был зарегистрирован 20 июля 1939 года.
Умер 30 июня 1983 года в Тилбурге в возрасте 73 лет. Церемония кремации состоялась 5 июля в крематории города Хезе.

## Статистика

### Матчи де Леу за сборную Нидерландов
| Матчи де Леу за сборную Нидерландов | Матчи де Леу за сборную Нидерландов | Матчи де Леу за сборную Нидерландов | Матчи де Леу за сборную Нидерландов | Матчи де Леу за сборную Нидерландов | Матчи де Леу за сборную Нидерландов |
| ----------------------------------- | ----------------------------------- | ----------------------------------- | ----------------------------------- | ----------------------------------- | ----------------------------------- |
| №                                   | Дата                                | Соперник                            | Счёт                                | Голы де Леу                         | Соревнование                        |
| 1                                   | 12 июня 1929                        | Норвегия                            | 4:4                                 | —                                   | Товарищеский матч                   |
| 2                                   | 3 ноября 1929                       | Норвегия                            | 1:4                                 | —                                   | Товарищеский матч                   |

Итого: 2 матча / 0 голов; 0 побед, 1 ничья, 1 поражение.

### Тренерская статистика
| Сезон   | Клуб  | И   | В  | Н  | П  | Р/М     | О   | +/-  |
| ------- | ----- | --- | -- | -- | -- | ------- | --- | ---- |
| 1952/53 | ПСВ   | 26  | 16 | 5  | 5  | 60—32   | 37  | +28  |
| 1953/54 | ПСВ   | 32  | 19 | 5  | 8  | 80—55   | 43  | +25  |
| 1954/55 | ПСВ   | 32  | 17 | 11 | 4  | 74—49   | 45  | +25  |
| 1955/56 | ПСВ   | 34  | 22 | 3  | 9  | 96—55   | 47  | +41  |
| Итого   | Итого | 124 | 74 | 24 | 26 | 310—191 | 172 | +119 |